# Vladislav Zubok
Vladislav Zubok (Владислав Мартинович Зубок; 16 de abril de 1958) es profesor de historia internacional en la London School of Economics y jefe del Programa de Asuntos Internacionales de Rusia en LSE IDEAS. Zubok es especialista en la historia de la Guerra Fría y la Rusia del siglo XX, y escribió libros como Un imperio fallido: la Unión Soviética en la Guerra Fría desde Stalin hasta Gorbachov (2007) y Los niños de Zhivago: la última inteligencia rusa (2009).

## Primeros años
Nació y se educó en Moscú. Recibió su licenciatura en la Universidad Estatal de Moscú en 1980, y su doctorado en el Instituto de los Estados Unidos y Canadá de la Academia de Ciencias de la URSS en 1985.

## Carrera
Zubok se convirtió en miembro del National Security Archive, una organización no gubernamental en la Universidad George Washington desde 1994 hasta 2001. Ha sido profesor visitante en el Amherst College, la Universidad de Ohio, la Universidad de Stanford y la Universidad de Míchigan, y en 2004 se convirtió en profesor titular en la Universidad de Temple.
También fue director del Proyecto de Base de Datos de Documentos de Archivo de Bloques del Este y Rusia del Archivo de Seguridad Nacional, la Universidad George Washington y el Proyecto de Historia Internacional de la Guerra Fría, el Centro Internacional de Eruditos Woodrow Wilson, Washington D. C., financiado por la Fundación Smith Richardson, donde creó un Catálogo en inglés de documentación recientemente disponible desde 1996 hasta 2001.
Zubok es miembro senior del Programa Hertog en Gran Estrategia en el Instituto de Investigación de Política Exterior.
Por sus libros recibió el Premio Lionel Gelber y el Premio Marshall Shulman de la Asociación Americana para el Avance de los Estudios Eslavos.
También recibió subvenciones de la Fundación McArthur, la Corporación Carnegie de Nueva York, la Fundación Yeltsin y la Fundación Russkii Mir.
Fue consultor en una serie de películas documentales como la serie de veinticuatro "Guerra fría" de Sir Jeremy Isaac en CNN de 1995–98.